# Ömer Çelik
Ömer Çelik ( Adana, 15 de junio de 1968) es un periodista y político turco. Entre enero de 2013 y agosto de 2015 se desempeñó como ministro de Cultura y Turismo. También ha estado al frente del Ministerio de Asuntos de la Unión Europea turco y fue Jefe Negociador para la adhesión de Turquía a la Unión Europea entre 2016 y 2018.

## Biografía
Nacido el 15 de junio de 1968 en Adana, es hijo de Ziya Çelik y de su esposa Dudu. Tras graduarse por la Universidad Gazi en Ciencias Económicas y Administrativas, obtuvo un máster en Ciencias políticas por la Escuela de Graduados de Ciencias Sociales de la misma universidad.
Ömer Çelik trabajó como periodista y politólogo. Se unió al Partido de la Justicia y el Desarrollo (AKP) y se convirtió en asesor del líder del partido.

## Trayectoria
Diputado en el Parlamento durante tres mandatos consecutivos en las Elecciones generales de Turquía de 2002, 2007 y 2011, desde 2010 se desempeña como Vicepresidente responsable de Asuntos Exteriores. También es presidente del Grupo de Amistad de Relaciones Parlamentarias Bilaterales entre Turquía y Estados Unidos.
El 24 de enero de 2013 Ömer Çelik fue nombrado ministro de Cultura y Turismo en el gabinete de Recep Tayyip Erdoğan, en sustitución de Ertuğrul Günay.